# 無口な主人公
コンピュータゲームにおいて、無口な主人公（むくちなしゅじんこう、英: silent protagonist）は、感動詞やショートフレーズの例外を除いてゲーム全体で対話を全くしないプレイヤーキャラクターを指す。

## 概要
一部のゲーム、特にビジュアルノベルでは会話するが全ての他のノンプレイヤーキャラクターのように吹き替えがない主人公にも及び得る。無口な主人公はミステリー感やアイデンティティの不確実性をゲームプレイにもたせるまたはプレイヤーが一体感をより持ちやすいようにするために置かれる可能性がある。全てが必ずしも他のキャラクターに対して沈黙を貫いたり話さなかったりするわけではなく、彼らはプレイヤーに聞こえる対話をしていないだけの可能性もある。

## 起源
マリオやリンクのようなものを含むコンピュータゲームの最初期のプレイヤーキャラクターは無口な主人公であり、テキストを通してしか話さなかった。  同じことが初期のロールプレイングゲームにも当てはまり、これらのゲームは『ダンジョンズ＆ドラゴンズ』のようなペンと紙のゲームが起源であり、画面に表示されたとき、ゲームのプロットとメカニズムがすべて絵と動きに基づいているので対話文を必要としないか搭載していなかった。プレイヤー達は彼ら自身を無口なヒーローの役割を担うことが期待されている。また、プレイヤーはゲーム内で会話することはなく画面上のアバターも同じであるため役割を果たさない 。

## 使用
多くのゲームは技術、時間、予算の制約のためまたは物語の装置として実用性に欠けた無口な主人公を用いてきた。プレイヤーが主人公であることになっているのかそれとも単に既存キャラクターの操作を想定しているのかどうかや口頭で物語ることで正当化することが難しいゲームのプレイヤーの選択の自由がこの決定に影響を与えるかどうかが問われる。一部では一人称アドベンチャーの例として『MYST』を引き合いに出しており、同作ではメインキャラクターはプレイヤーが選んだ単なるアバターでしかなく、対話は不必要または役に立たない。別の例として『グランド・セフト・オートIII』の主人公用の会話はないが、当時は一般的であり様々な生い立ちや性格のプレイヤーがゲームのオープンワールド環境において彼らが操作するキャラクターに一体感を持つことができるようになっている。
『Dishonored』（2012年）や『The Elder Scrolls V: Skyrim』（2011年）などの一部ゲームでは主人公は打撃時に音を立てるだけだが特定のシナリオで主人公がその時何を言うかまたはゲームを先に進める為に使用可能な選択肢のリストから選ぶこと出来る。例を挙げれば、『Dishonored』において無口な主人公は次のエリアへと旅する準備ができたと船頭のサミュエルに伝えるための選択肢を利用できる。
いずれも無口な主人公が登場する『ハーフライフ』と『Portal』にゲーム開発企業のValveと共に携わったゲームライターのマーク・レイドローは開発中に困難が生じたため主人公を黙らせ続けることは推奨しないと語ったが、自分自身を無口な主人公に制限することはさらなる創造性に繋がりうると指摘した。ジャーナリストのCJ Miozziはまだそのテクニックを用いているフランチャイズ作品を酷いストーリー展開のための「支え」と呼び、「ナレーションが不適切な使用により酷い映画の特徴になるのと同じように、無口な主人公はゲームの弱いストーリー展開の象徴になる」と語った。

## 批評家の反応
この使用についての評価は幅広く、『ハーフライフ2』などの作品や『マリオ』『ゼルダの伝説』などのフランチャイズがよく引き合いに出されプレイヤーをゲームに没入させやすくするとの称賛がある一方で、あるレビューワのGTA3のコメントでも見られるように主人公のコミュニケーションの欠如は時には開発を計画する上での障害になると指摘されている。他にはゲームの現実の没入感にはキャラクターが話すことが必要であり、そのような状況ではプレイヤーは当然喋り主人公は喋らないと述べている。『ファイアーエムブレム 覚醒』はマイユニット（ルフレ）の口調を複数選択可能で、日本版ではその中に無口もあるが、海外版では無口が実装されおらず、これについてTheGamerのマックス・ヒルはパワフルな指揮であろうと優しくで控えめであろうと声のないマイユニットは想像できず、無口だが頼りになるタイプを描写することは無理があるため海外版では実装されなかったかもしれないと指摘している。